# Appell FÜR Prostitution für die Stärkung der Rechte und für die Verbesserung der Lebens- und Arbeitsbedingungen von Menschen in der Sexarbeit
Der Appell FÜR Prostitution für die Stärkung der Rechte und für die Verbesserung der Lebens- und Arbeitsbedingungen von Menschen in der Sexarbeit ist eine vom Berufsverband erotische und sexuelle Dienstleistungen am 29. Oktober 2013 ausgerufene Gegen-Petition anlässlich der von Alice Schwarzer und ihrer Zeitschrift Emma initiierten Kampagne Appell gegen Prostitution. Der Appell wendet sich gegen eine angenommene Kriminalisierung und Stigmatisierung der als Sexarbeit bezeichneten Prostitution. Er wirbt dafür, Prostituierte an der Debatte zu beteiligen statt sie pauschal auszugrenzen und zu Opfern abzustempeln. Bis zum 5. Dezember 2013 wurde der Appell von über 1.400 Menschen unterzeichnet, wohingegen der Appell von Schwarzer bis zum 20. Dezember 2013 laut Emma von über 10.000 Personen unterzeichnet worden sei.

## Inhalt
Der Appell kritisiert unter anderem die Gleichsetzung von Prostitution mit Menschenhandel als diskriminierend für Menschen, die im Bereich der Sexarbeit tätig sind: „Prostitution ist nicht gleich Menschenhandel. Nicht nur deutsche Frauen, sondern auch Migrant_innen sind überwiegend freiwillig und selbstbestimmt in der Sexarbeit tätig. Prostituierte, egal welcher Herkunft, pauschal zu Opfern zu erklären, ist ein Akt der Diskriminierung.“
Zu den Forderungen zählt: „Keine Kriminalisierung der Kund_innen, weder nach dem Schwedischen, noch nach einem anderen Modell.“

## Kommentare
Bernd Begemann nannte Alice Schwarzers Weltbild „ein hermetisch geschlossenes System“, ihre Deutung „intellektuell faul“ und schloss mit den Worten: „Ich sage pfui zum Anti-Prostitutionsappell der Emma, weil er diejenigen entmündigen will, denen er zu helfen vorgibt.“
Juristin Margarete von Galen nannte das Thema im Interview mit einem Fachmagazin „ein gefundenes Fressen für Moralapostel“ und führte aus, man könne „Frau Schwarzers Haltung in dieser Frage nur als klar frauenfeindlich bezeichnen“. Es sei unbestreitbar, dass viele Frauen dies gern und freiwillig tun und nicht unter der Prostitution an sich litten, „sondern unter der sozialen Stigmatisierung, zu der Frau Schwarzer maßgeblich beiträgt“.
Kriminologe Sebastian Scheerer kommentierte seine Unterstützung des Aufrufs in der FAZ: „Mit wem ich wann und wie sexuell verkehre, ist eine Angelegenheit des Privatlebens. Auch dann, wenn eine Frau das zu ihrem Beruf macht.“
Auch Abgeordnete mehrerer Parteien unterzeichneten den Gegenaufruf. Evrim Sommer (MdA Berlin, Linke) nannte Alice Schwarzers Appell gegen Prostitution einen „gewaltigen Rückschritt in die frauenrechtliche Steinzeit, in der Prostituierte recht- und schutzlos waren“. Eva Högl (MdB, SPD) äußerte sich ganz ähnlich und betonte: „Wir brauchen kein Verbot und keine Kriminalisierung der Prostitution“, auch wenn „das Leitbild der selbstbestimmten, selbstbewussten Prostituierten, das im Prostitutionsgesetz formuliert wurde, in der Realität nicht auf alle Prostituierten zutrifft“.
Die Deutsche AIDS-Hilfe unterzeichnete ebenfalls den Appell pro Prostitution. In einer Mitteilung kritisierte sie, der Appell gegen Prostitution vermenge auf unzulässige Weise Sexarbeit mit Menschenhandel und blende die Folgen einer Kriminalisierung der Sexarbeiterinnen und Sexarbeiter aus, auch in Hinblick auf die Prävention von AIDS und anderen sexuell übertragbaren Krankheiten.